# Galibi (Suriname)
Galibi is een dorp en een van de zes ressorten waaruit het Surinaamse district Marowijne bestaat. Het ligt aan de monding van de Marowijnerivier en op de grens met Frans Guyana. Bij het dorp ligt het Natuurreservaat Galibi, dat bekend staat als kraamkamer van zeeschildpadden.
Er bevindt zich een rooms-katholieke basisschool en een polikliniek van de Regionale Gezondheidsdienst (RGD).

## Geschiedenis en geografie
Vroeger was het dorp Galibi dichter gelegen bij de Atlantische Oceaan. In die tijd was er een grote kokosplantage. Wanneer echter deze ophield te bestaan, was meteen ook het dorp verdwenen.
Het dorp is geïsoleerd gebouwd op een zandrits (zandbank) die ongeveer 5km lang en 800 meter breed is. Het dorp is omgeven door de oceaan, de Marowijnerivier en de 'swamps' (moerassen met mangrovewoud).

## Twee delen
De dorpsdelen Langamankondre en Christiaankondre werden tot de jaren 1960 door een enkele kapitein bestuurd. Om een eind te maken aan onderlinge twisten, werd het bestuur van de dorpsdelen verdeeld over kapitein Mariwajoe voor Langamankondre en Ernest Aloema voor Christiaankondre. Deze situatie is daarna blijven bestaan.
Beide delen zijn met elkaar vergroeid en liggen aan de linkeroever van de Marowijne, achtereenvolgens: Langamankondre en Christiaankondre. De eerste naam verwijst naar een lange slanke vroegere kapitein die door vrienden de bijnaam Langaman kreeg. Het tweede dorp is genoemd naar Christiaan Pané, de zoon van de mogelijke stichter van het dorp aan het eind van de 19e eeuw. De ligging van het dorp is nu iets meer landinwaarts gelegen langs de oevers van de Marowijne.

## Verkeer en vervoer
Om Galibi te bereiken moet men langs de enige weg die tussen Paramaribo en Albina ligt de bus nemen voor een rit van ongeveer drie tot vier uren (afhankelijk van het seizoen). Daarna neemt men de boot voor een tocht van ongeveer 1 tot 1,5 uren, afhankelijk van het tij.

## Bevolking
Galibi wordt bevolkt door een Karaïbische (Kaliña) inheemse bevolking. In het dorp wonen ongeveer 800 mensen die voornamelijk van visvangst en enig toerisme leven. Het toerisme in het dorp is beperkt en voornamelijk toegespitst op het bezoek aan de zeeschildpadden die er op de stranden van het Natuurreservaat Galibi komen broeden. Buiten het broedseizoen wordt Galibi weinig of niet bezocht.

## Stedenband
Galibi is samen met Albina gekoppeld aan de stedenband tussen Koksijde in België en Galibi/Albina. Deze stedenband werd in 2008 gestart. Als onderdeel van de stedenband worden in Galibi projecten uitgevoerd.